# Broadnet
Das Hamburger Unternehmen Broadnet AG war ein Internet Service Provider. Die Internetanbindungen wurden dabei mit Richtfunk und xDSL realisiert.
Das Unternehmen verfügte über eigene Backbone-Strukturen und ein zusammenhängendes Richtfunk- und DSL-Netz in 77 deutschen Städten. Hauptsitz war Hamburg. Daneben hatte Broadnet weitere Niederlassungen in Berlin, Bremen, Düsseldorf, Frankfurt/Fulda, Hamburg, Hannover, Leipzig, München und Stuttgart. Das Unternehmen war seit Mai 2000 im Prime Standard an der Frankfurter Wertpapierbörse notiert.
Im Oktober 2007 ging das Unternehmen in die QSC AG auf und erlosch damit als eigenständige Firma.

## Management und Mitarbeiter
Vorstandsvorsitzender war Frank Brügmann, später Hans-Peter Kohlhammer, Technik-Vorstände waren Christian Brügmann (Schwerpunkte Produkte, Kunden) und Clemens Plieth (Schwerpunkt Netzbetrieb), Vertriebs-Vorstand war Arnold Stender.
Das Unternehmen beschäftigte zuletzt rund 200 Mitarbeiter in den Bereichen Netzwerk, Vertrieb, Marketing, Customer Care und -Service, Finance, Law sowie in der Verwaltung.

## Netz-Anbindung
Unter der Produktgruppe dataAirways stellte das Unternehmen in Deutschland Highspeed-Wireless-Internetzugänge zur Verfügung. Der Zugang zum Internet wurde dabei per Richtfunk realisiert. Die Übertragungsbandbreite lag zwischen 2 und 155 Megabit pro Sekunde. Die Leistung konnte vollduplex in Anspruch genommen werden.
Durch die Übernahme der KKFnet AG im Jahre 2002 konnte die Broadnet das Portfolio auf eigene, terrestrisch Internetanbindungen erweitern.
Daneben bot Broadnet SDSL- und ADSL-Internetzugänge mit Bandbreiten von 192 Kilobit pro Sekunde bis 16 Megabit pro Sekunde als symmetrische Bandbreite und einer festen IP-Adresse an.
Broadnet realisierte Virtual Private Networks (VPNs) und Voice over IP. Der Bereich Managed Data Services schloss Application Service Providing und die vier regionalen Data-Center in Hamburg, Berlin, Hannover und München ein.

## Geschichte
Im Dezember 1995 gründeten die Brüder Frank und Christian Brügmann die mediascape communications GbR in Hamburg als Internet- und Service Content Provider. mediascape begann 1998 mit der Entwicklung der Hochgeschwindigkeits-Internetzugänge per Richtfunk (Wireless Local Loop). Seit dem Börsengang am 22. Mai 2000 arbeitete mediascape weiter am Ausbau der Breitband-Infrastruktur. Durch Übernahmen von vier lokalen Internet Service Providern im Jahr 2000 baute die mediascape communications AG ihr Angebot stark aus. Im Jahr 2002 erfolgte die Übernahme der Broadnet Deutschland GmbH durch den US-Konzern Comcast. Seither firmierte der Breitband-Internetcarrier zunächst als broadnet mediascape communications AG, ab 2005 lautete der offizielle Unternehmensname nur noch Broadnet AG. Im Juli 2002 übernahm Broadnet die KKFnet AG, einen bundesweit agierenden DSL-Carrier. Broadnet verfügte über die Telekommunikationslizenzen der Klassen 3 und 4 (Erlaubnis für den Betrieb von Telefonie und Datenkommunikation). Das Unternehmen ist stetig gewachsen und generierte im Geschäftsjahr 2006 einen Umsatz in Höhe von 51,1 Millionen Euro, was einer Steigerung von 39 Prozent gegenüber dem Vorjahr entspricht.
Ab Juni 2006 hatte das Unternehmen mit der QSC AG aus Köln einen Mehrheitsaktionär, der ebenfalls aus dem Bereich der Telekommunikation kam.